# چارواک
چارواک یا چارواکه (سانسکریت: चार्वाक، آوانگاری: Cārvāka) که همچنین به عنوان لوکیت یا لوکایته (سانسکریت: लोकायत، آوانگاری: Lōkāyata) هم شناخته می‌شود، یک مکتب باستانی مادی‌گرایی در هند است. چارواکا بر اساس درک مستقیم، تجربه‌گرایی و استنباط شرطی است و با استناد به دانش، شک و تردید فلسفی، مخالف وجود هرگونه آیین‌گرایی و باورهای ماوراءالطبیعت است.      در هند قبل از ظهور سنت‌های جین و بودایی، این یک سیستم اعتقادی بسیار رایج بود. 
بریهاسپاتی به‌طور سنتی به عنوان بنیانگذار فلسفه چارواکا یا لوکایت شناخته می‌شود، اگرچه برخی از محققان در این مورد اختلاف نظر دارند. در دورهٔ اصلاحات هندو در سال ۶۰۰ قبل از میلاد، هنگامی که بودیسم و جینیسم ظهور کردند، این فلسفهٔ کاملاً مستند، مورد مخالفت ادیان جدید قرار گرفت.  بیشتر متون اولیهٔ چارواکا، سوتراهای بارهاسپاتیا، یا به دلیل کاهش محبوبیت یا دلایل ناشناختهٔ دیگر، از بین رفته‌اند.  آموزه‌های آن از طریق متون ثانویه تاریخی دیگر، مانند آموزه‌هایی که در شستراها، سوتراها و شعرهای حماسی هند هستند و نیز از نوشته‌های گوتاما بودا و از متون جین جمع‌آوری شده‌است.   با این حال، متنی وجود دارد که ممکن است متعلق به سنت چارواکا باشد و توسط فیلسوف شک‌گرا، جایاراستی بهاتا، نگاشته شده‌است که اطلاعاتی را در مورد این مکتب، البته به صورتی غیرمعمول، ارائه می‌دهد.
یکی از اصول گستردهٔ مطالعه شده در فلسفهٔ چارواکا، رد استنباط به عنوان وسیله‌ای برای ایجاد دانشی معتبر، جهانی و حقایق متافیزیکی بود.   به عبارت دیگر، معرفت‌شناسی چارواکا می‌گوید هرگاه کسی حقیقتی را از مجموعه مشاهدات یا حقایق استنباط کند، باید شک و تردید را تصدیق کند. دانش استنباط شده، مشروط است. 
چارواکا به عنوان یک مکتب هتردوکس در فلسفه هند دسته‌بندی می‌شود.   این نمونه‌ای از مکتب‌های آتئیست در سنت هندو به‌شمار می‌آید.     

## بنیاد
اصول آموزه‌های آتئیستی چارواکا را می‌توان در لایه‌های تشکیل شده نسبتاً متأخرتر ریگ‌ودا جستجو کرد، در حالی که اختلاف نظر اساسی در مورد تأثیر چارواکا بر متون پسا ودایی وجود دارد.    متون اولیه چارواکا، مانند برهاسپاتی سوترا، گم شده یا از بین رفته‌است.   نظریه‌ها و توسعهٔ آن، به واسطهٔ متون تاریخی پسین، مانند اشاراتی که در شاستراها (مثلاً ارته‌شاستره)، سوتراها و حماسه‌های آیین هندو (مانند مهابارته و رامایانا) آمده‌اند و همچنین از طریق بیان نظر مخالفش در گوتاما بودا و جین به ما رسیده.  
در قدیمی‌ترین اوپانیشادها، در فصل دوم بریهدآرنیکه (حدود ۷۰۰ قبل از میلاد)، نظریه‌پرداز برجسته یاجناوالکیا، در بخشی که اغلب به افراد بیدین در آن اشاره می‌کند، می‌گوید: «بنابراین، من می‌گویم پس از مرگ هیچ آگاهی وجود ندارد.»
این نقل در مباحثه با همسر فیلسوف او، مایتریی، که متوجه می‌شود این ممکن است به معنای عدم وجود زندگی پس از مرگ و صحت ادیان باشد، مورد سؤال قرار گرفت؛ بعد از این که یاجناوالکیا این حرف را زد، مایترئی فریاد زد: «حالا، آقا، شما به کلی مرا با گفتن این حرف، که پس از مرگ هیچ آگاهی وجود ندارد، گیج کرده‌ای.»
مباحث اساسی در مورد آموزه‌های چارواکا به دلیل ظهور فلسفه‌های رقیب مانند بودیسم و جینیسم، در قرن ۶ قبل از میلاد، در متون آنان یافت می‌شود.    باتاچاریا معتقد است که چارواکا ممکن است یکی از چندین مکتب بی‌خدایی و ماتریالیستی باشد که در هند باستان، طی قرن ۶ پ‌م، وجود داشته.  اگرچه شواهدی از پیشرفت این مکتب در دوران ودایی وجود دارد،  اما مکتب فلسفی چارواکا قبل از مکتب‌های استیکه و همچنین اسلاف فلسفه‌های بعدی یا معاصر آن، همچون آژانا، آجیویکا، جین و بودیسم در دوره کلاسیک فلسفه هندوستان، بوده‌است. 
اولین محقق چارواکا در هند که متون وی هنوز باقی مانده‌اند، آجیتا کساکامبالی است. اگرچه مکاتب ماتریالیستی قبل از چارواکا وجود داشتند، اما این تنها مکتبی بود که فلسفه ماتریالیسم را منظم کرده و در قالبی سیستماتیک، از قرن ششم پیش از میلاد، به کار گرفت. یک متن پایه، مثل مجموعه‌ای از سیتراهای قصار و چندین تفسیر برای تشریح این جملات قصار نوشته شده بود. این‌ها را باید در قالب گسترده‌تر فرهنگ شفاهی فلسفه هند مشاهده کرد. در قرن ششم پیش از میلاد، با محبوبیت آشکار آیین بودا، مکاتب باستانی شروع به تدوین و نوشتن جزئیات فلسفه خود کردند. 
ای. وی هاپکینز، در کتاب اخلاقیات هند (۱۹۲۴) ادعا می‌کند که فلسفه چارواکا قبل از جینیسم و بودیسم بوده. رهیز دیوید هم فرض می‌کند که لوکایته در حدود قرن پنجم قبل از میلاد به معنای «شک و تردید» به‌طور کلی بود، بدون این که به عنوان یک مکتب فلسفی سازمان‌یافته بوده باشد. این ثابت می‌کند که این اصطلاح از قرن‌ها قبل وجود داشته و تا سال ۶۰۰ قبل از میلاد به یک اصطلاح عمومی تبدیل شده‌است. این شک‌گرایی در داستان رامایانا (ایودیا کاندا، فصل ۱۰۸) دیده می‌شود؛ جایی که در آن جبالی سعی می‌کند برای متقاعد کردن راما به قبول پادشاهی از ناستیکه استدلال کند. 
نظریه‌های جایگزینی در مورد ریشه‌های چاروکا وجود دارد. گاهی اوقات از برهاسپاتی به عنوان بنیانگذار فلسفه چارواکا یا لوکایته یاد می‌شود، گرچه دانشمندان دیگر در این مورد اختلاف نظر دارند. (بلینگتون ۱۹۹۷) اظهار می‌دارد که فیلسوفی به نام چارواکا در قرن ۶ قبل از میلاد یا در حدود آن زندگی می‌کرد، که مقدمات این فلسفه هندی را در قالب رسالهٔ برهاسپاتی سوترا توسعه داد. این سوتراها قبل از ۱۵۰ سال قبل از میلاد مسیح نوشته شدند، زیرا آن‌ها در ماه مهابهاسیه (۴۵/۷/۳) ذکر شده‌اند. 

## فلسفه
مکتب فلسفه چارواکا دارای باورهای مختلف بی‌خدایی و مادی بود. آن‌ها درک و آزمایش‌های مستقیم را به عنوان منبعی معتبر و قابل اعتماد برای دانش به دست آوردن، محسوب می‌کردند. 

### معرفت‌شناسی
معرفت‌شناسی چارواکا درک را به عنوان منبع اصلی و مناسب دانش در نظر می‌گیرد، در حالی که استنباط مستعد درست یا غلط بودن است و بنابراین مشروط یا نامعتبر است.   برداشت‌ها از نظر چاروکا دو نوع هستند؛ خارجی و داخلی. ادراک خارجی به این صورت توصیف می‌شود که از تعامل دستگاه حسی و اشیا دنیوی حاصل می‌شود، در حالی که ادراک درونی در این مکتب به عنوان درک درونی و ذهنی فرد توصیف می‌شود.  استنباط هم به عنوان نتیجه‌گیری حقیقتی، بنا بر یک یا چند مشاهده و حقایق قبلی، توصیف شده‌است. از نظر چارواکا، استنباط مفید است، اما مستعد هم خطا است؛ زیرا حقایق استنباط شده هرگز بدون تردید نمی‌توانند باشند.  استنتاج خوب و مفید است، این اعتبار استنباط است که در برخی موارد مشکوک است. از نظر چارواکا هیچ وسیلهٔ قابل اتکایی وجود ندارد که بتوان بر اساس آن استنباط را به عنوان وسیلهٔ شناخت صحیح دانش اثبات کرد. 
بحث معرفتی چارواکا را می‌توان با مثال آتش و دود توضیح داد. وقتی دود وجود دارد (قیاس صغری)، تمایل فرد به این است که به این نتیجه برسد که علت آن باید آتش‌سوزی باشد (قیاس کبری در منطق).  محققان چارواکا اظهار داشتند، گرچه این امر غالباً درست است، اما در همه جا یا در همه اوقات لازم نیست که صحت جهان‌شمول داشته باشد. دود می‌تواند دلایل دیگری هم داشته باشد. در معرفت‌شناسی چارواکا، تا زمانی که رابطه بین دو پدیده اثبات نشده باشد، این یک حقیقت نامطمئن است. در این فلسفه هندی، چنین روشی از استدلال، یعنی نتیجه‌گیری مستعد خطاست.   چارواکا د که دانش کامل هنگامی به دست می‌آید که همه مشاهدات، همه مقدمات و همه شرایط را بدانیم. چارواکا می‌گوید در صورت فقدان این شرایط، نمی‌توان چیزهایی که درک شده را بدون شک و تردید پذیرفت، زیرا برخی شرایط ممکن است پنهان باشد یا از توانایی مشاهده ما فراتر باشد.  آن‌ها تصدیق می‌کنند که هر شخصی در زندگی روزمره به استنباط اعتماد می‌کند، اما اگر غیرمنتقدانه رفتار کنیم، خطا می‌کنیم. در حالی که استنباط ما گاهی درست است و منجر به یک عمل موفقیت‌آمیز می‌شود، اما این یک واقعیت است که گاهی استنباط اشتباه است و منجر به خطا می‌شود.  بنابرین، آن گونه که چارواکا بیان می‌کند، حقیقت صرف وجود ندارد و باید شک‌گرا بود و آنچه را که با استنباط می‌دانیم زیر سؤال ببریم.  
این گزاره معرفتی چارواکا، با نشان دادن شیوه جدیدی از تفکر و ارزیابی مجدد آموزه‌های گذشته، در میان مکاتب مختلف فلسفه هند تأثیرگذار بوده. دانشمندان هندو، بودایی و جین به‌طور گسترده‌ای بینش چارواکا را در مورد استنتاج در بررسی مجدد منطقی نظریه‌های خود، به کار گرفتند.  

### متافیزیک
از آنجا که هیچ‌یک از ابزارهای شناخت صلاحیت ایجاد ارتباط غیرقابل خدشه در قیاس صغری را ندارند، چارواکا نتیجه گرفت که نمی‌توان از استنباط برای تعیین حقایق متافیزیکی استفاده کرد؛ بنابراین، از نظر چارواکا، هر گامی که ذهن بر اساس باور پیشین خود بردارد، ممکن است به خاطر وقوع درک اشتباه در گام پیشین، اشتباه باشد. مواردی که استنتاج با نتیجه توجیه می‌شد، فقط تصادفی تلقی می‌شده‌اند. 
بنابرین، چارواکا مفاهیم متافیزیکی مانند تناسخ، آتمن، اثر آداب مذهبی، جهان‌های دیگر (بهشت و جهنم)، سرنوشت و انباشت لیاقت یا بدبختی را از طریق انجام برخی اعمال، منکر می‌شود.  چارواکا همچنین استفاده از دلایل ماوراءالطبیعه برای توصیف پدیده‌های طبیعی را رد می‌کند. از نظر آن، همهٔ پدیده‌های طبیعی خود به خود از سرشت ذاتی اشیا ناشی می‌شوند. 
آتش داغ است، آب خنک است، نسیم صبحگاه دلنشین است؛
چه کسی این تنوع را پدیدآورده؟ این از طبیعتی برگرفته شده که آنان را به وجود آورده.

### خودآگاه و زندگی پس از مرگ
چاروکا اعتقادی به کارما، تولد دوباره یا زندگی پس از مرگ نداشت. از این دیدگاه، تمام صفاتی که نشان‌دهنده یک فرد هستند، مانند لاغری، چاقی و غیره، در بدن او قرار دارند. سروسِدهانت سنگرهه (سانسکریت: सर्वसिद्धान्त संग्रह، آوانگاری: Sarvasiddhānta Saṁgraha) موقعیت چارواک را به شرح زیر بیان می‌کند، 
جهان دیگری غیر از این وجود ندارد؛

نه بهشت دیگری هست، نه جهنمی؛

ملک شیوا و چیزهایی مثل آن،

توسط دغل‌بازان احمق به وجود آمده.— سروسِدهانت سنگرهه، آیه ۸

### لذت
چارواکا معتقد بود که لذت حسی مشکلی ندارد. از آنجا که لذت بدون رنج غیرممکن است، چارواکا بیان می‌کرد که خرد در این است که تا جای ممکن لذت برد ولی از رنج بردن بر حذر ماند. برخلاف بسیاری از فلسفه‌های هندی در آن زمان، چارواکا از ترس رنج بردن به ریاضت یا رد لذت علاقه نداشت و چنین استدلال‌هایی را احمقانه قلمداد می‌کرد.  
دانشمند بهاتاچاریا معتقد است که عقیده رایج مبنی بر اینکه «همه ماتریالیست‌ها چیزی نیستند جز افرادی احساس‌گرا»، یک تصور غلط است؛ چنان‌که چارواکا مثال نقضی بر این باورست.

### مدیریت عمومی
آئین اکبری توسط ابوالفضل علامی، مورخ معروف دربار اکبرشاه، نوشته شد. او از هم‌اندیشی فیلسوفان همه آیین‌ها، که در سال ۱۵۷۸ در دربار اکبر جمع شده‌بودند، برای نوشتن کتابش بهره برد. این گزارش توسط وینسنت اسمیت، مورخ، در مقاله خود با عنوان «معلمان جین اکبر» آورده شده‌است. گفته می‌شود شاید برخی از متفکران چارواکا در این همایش شرکت کرده بوده باشند. ابوالفضل علامی تحت عنوان «ناستیکه» به کارهای خوب، برنامه‌های مدیریتی و رفاهی عالمانه اشاره کرده‌است که مورد تأکید قانون‌گذاران چارواکا بوده‌است. سومادوا همچنین روش چارواکا را برای شکست دادن دشمنان ملت ذکر کرده‌است.